# Chilluckittequaw
Chilluckittequaw. -/značenje imena nije poznato; izgovor čiluktkvo/. Pleme Chinookan Indijanaca koje je u 19. stoljeću obitavalo na sjevernoj obali rijeke Columbia, na području današnjih okruga Klickitat i Skamania, američka država Washington. Lewis i Clark su 1806. procijenili njihov broj na 1.400, ne računajući 800 Smackshop Indijanaca.
Pleme 1. puta dolazi u kontakt s bijelcima 1792., posjećuju ih Robert Gray i John Boit, i kasnije George Vancouver. Lewis i Clark dolaze među njih tek 1805. dok su zimovali kod Astorije, grada kojeg je 1811. utemeljio David Thompson, istraživač rijeke Columbia. 
Premda u prijateljskim trgovačkim odnosima s ranim bijelim posjetiocima, ovi susreti za njih ipak znače propast, prvo su ih pogodile epidemije boginja 1824. i 1829. a zatim 1830. i epidemija malarije. 1841. počinju sukobi s naseljenicima koji su došli rutom 'Oregon Trail'-a (vidi rutu. ). Nesreće za njih ne prestaju i 1847. opet ih pogađa epidemija ospica. 
Pleme izgleda 1859. ulazi u konfederaciju s Yakima Indijancima. Prema Mooneyu ostaci se nastanjuju na ušću rijeke White Salmon do 1880. kada su prebačeni na gorje Cascade gdje ih je još nešto preostalo 1895. Ove se grupa kasnije pomiješala s Waiam Indijancima (iz grupe Tenino) u Celilo Fallsu i Warm Springsu. Chilluckittequaw bi mogli imati potomaka na današnjem rezervatu Yakima u Washingtonu.

## Podjela –sela i plemena
Chilluckittequaw su bili naseljeni u nekoliko sela, to su bila
- 1) Itkilak ili Ithlkilak, u području rijeke Salmon River, naseljavali su ga zajedno s Klickitat Indijancima.
- 2) Selo Nanshuit, također miješano (s članovima plemena Klickitat), nalazilo se kod današnjeg Underwooda.
- 3) Tgasgutcu, ovo se selo nalazilo blizu Mosiera u Oregonu. Također je bilo miješano s Klickitatima.
- 4) Thlmieksok ili Thlmuyaksok, bilo je udaljeno pola milje (800 metara) od Tgasgutcu-a.

-Lewis i Clarkovo 'pleme' Smackshop, inače banda Chilluckittequawa naseljavala je kraj između Hood Rivera i gorja Cascade.

## Kultura
Chilluckittequawi su bili sjedilačko pleme, ribari i trgovci, uključujući i trgovinu robljem, inače tipičnu za kulturu Indijanaca Sjeverozapadnog obalnog područja. Osim ribolovom, bavili su se i sakupljanjem divljih plodova, i kopanjem jestivog korijenja od kojega su proizvodili neke pogačice koje članovi Lewis-Clarkove ekspedicije krste ih imenom 'cakes'. 
Prema Lewisu i Clarku, kuće ovih Indijanaca tipične su za one kod njihovih susjeda. Pleme je ovisilo o svojim kanuima, izrađivali su ih od bijelog cedra ('white cedar' Thuja occidentalis,   Arhivirana inačica izvorne stranice od 4. ožujka 2016. (Wayback Machine).  Arhivirana inačica izvorne stranice od 13. siječnja 2018. (Wayback Machine) ) ili bora, i bili su sposobni podnositi velike valove.

## Jezik
Pleme je govorilo jezikom upper chinook ili gornjo-činučki.

## Vanjske poveznice
- Chilluckittequaw Indian Tribes